# 他其實沒那麼喜歡妳
是一部2009年美國愛情喜劇電影，改編自葛瑞格·貝倫（Greg Behrendt）和麗茲·塔琪蘿（Liz Tuccillo）所著的暢銷同名小說《他其實沒那麼喜歡妳》，基於《慾望城市》所撰寫的對話式專欄。
電影由肯·瓦皮斯（Ken Kwapis）執導，茱兒·芭莉摩製片公司花兒製片（Flower Films）監製，演員有班·艾佛列克、珍妮佛·安妮斯頓、茱兒·芭莉摩、史嘉蕾·喬韓森、積斯汀·朗、珍妮佛·康納莉、吉妮佛·古德溫、凱文·康諾利和布萊德利·庫柏，眾星雲集。原先排定在2008年6月26日上映，後來延後至10月24日，最後於2009年2月6日首映，台灣則於同年的2月13日上映。
劇情主要是敘述九個俊男美女陷入錯綜複雜的愛情之網，究竟這九個人會怎樣面對自己的情感？怎樣抉擇自己的歸宿？又是否能夠有情人終成眷屬呢？

## 劇情
有時在美麗的邂逅之中，我們往往沉迷於對方。在沒有來電、沒有簡訊、沒有邀約，甚至於交往多年卻不願意結婚，或婚後感情由濃轉淡，理由只有一個：他其實沒那麼喜歡妳。而本劇是九個青年男女錯綜複雜的愛情故事。
琪琪（吉妮佛·古德溫飾）是個渴望愛情的辦公室女職員，在一次聯誼會中就愛上了房仲康納（凱文·康諾利飾），一心想跟他發展戀情，卻屢次得不到他的回應。直到她遇上康納的好友亞歷（積斯汀·朗飾），亞歷是一位酒吧的老闆，以情場浪子的角度告訴琪琪：康納其實沒那麼喜歡妳，「男人不主動找妳，就是沒那麼喜歡妳，這事沒有例外」。亞歷睿智、瀟灑而溫柔，讓琪琪對亞歷也頗有好感。
琪琪的同事珍寧（珍妮佛·康納莉飾）「馭夫有術」，常常幫助琪琪解讀男人的心，但珍寧太過「馭夫有術」，造成夫婿甘德斯（布萊德利·庫柏飾）的出軌。在一次偶遇中，與一位貌美的瑜伽老師安娜（史嘉蕾·喬韓森飾）外遇。珍寧於得知實情之後，試圖挽回甘德斯，拯救婚姻。
甘德斯原先十分忠於珍寧，但珍寧對他來說，是個巨大的壓力。珍寧與他是大學時代相戀的，兩人經歷了一段愛情長跑，畢業後被珍寧逼婚的甘德斯，怕被罵是負心漢，只好乖乖結婚。結婚後被珍寧管得死死的，連抽一根菸都得偷偷摸摸，這讓甘德斯喘不過氣，如今又在安娜性感的挑逗下，逐漸邁向離婚。
安娜是個瑜伽老師，也是康納的砲友，她自從迷上了甘德斯以後，每天都極為苦惱，不知道該選擇心愛但已婚的甘德斯，還是選擇單身有前途的康納，最後她執著於甘德斯的熟男韻味，與康納關係愈來愈淡。
康納不知該如何是好，只好專注於工作，在工作上時常聯絡報社廣告部的瑪麗（茱兒·芭莉摩飾），瑪麗是安娜的好友，也因為時常失戀而煩惱，因而與安娜同病相憐。瑪麗告訴安娜，一個男人離婚後跟新歡修成正果的故事，這讓安娜歡欣鼓舞。
琪琪、珍寧還有另外一個同事貝絲（珍妮佛·安妮斯頓飾），她同居七年的男友尼爾（班·艾佛列克飾）抱持不婚主義，這讓貝絲憤怒無比，一怒之下與尼爾分手。尼爾的好朋友恰好是婚姻失敗的甘德斯，兩人分別在婚姻與不婚中結束了感情。
琪琪一直把亞歷當成愛情顧問，而亞歷對她細緻的關心，讓琪琪陷入愛河，一次派對中主動獻吻告白，孰料落花有意，流水無情，琪琪又一次被拒絕。之後傷心欲絕地流淚離去，拒絕了琪琪後，亞歷才驚覺自己不知何時愛上了她。
甘德斯沉迷於金屋藏嬌，因為與原配珍寧早已經同床異夢，珍寧也不想與他行房。對於主動、火辣的安娜打得火熱，瘋狂做愛，一次還約在辦公室裏。但原配珍寧為了挽回甘德斯，非常主動地到辦公室進行魚水之歡，事後跟甘德斯說，「望你早歸」，然後回家靜候佳音。
作為小三的安娜，只好躲在辦公室裏的雜物室中目睹了这一切，傷透了安娜的心。珍寧走後，安娜大罵甘德斯很噁心。受挫的安娜就回到了康納身邊。康納不知道安娜為何如此主動，認為是愛情的表現，然後大膽求婚。安娜心中完全知道康納只是砲友，是備胎，是甘德斯的替代品，只好哭著拒絕了康納。
劈腿的甘德斯現在已有方向了，一心想著挽回美艷的小情人安娜。珍寧先回家，以為終會與甘德斯重修舊好，裝修好了新屋，打電話給甘德斯。甘德斯電話不接。珍寧在家裏發覺甘德斯的香菸，也同時發覺甘德斯確實不再愛她了，她先憤怒地摔破剛買的鏡子與各種家具，然後再冷靜地打掃好屋子，寫下了分手信給甘德斯，把甘德斯的家當都放出了門外，决定離婚。
康納痛苦萬分，只能繼續力拚事業，有一次發覺自己的廣告被報社廣告部惡搞，放到怪異的版面，引來一堆同性戀的來電。康納正啼笑皆非時，遇見始作俑者的瑪麗，兩人同桌喝了杯咖啡，似乎互有好感。
貝絲回家照顧生病的父親，而姊妹們的老公们卻一旁袖手旁觀，此時尼爾居然主動來幫忙。貝絲發現，尼爾雖然是不婚主義者，但既貼心又溫柔，還是比姊妹們的夫婿好多了，於是又回到了尼爾的身邊，而且還答應順著男友，不再提結婚的事。但後來尼爾為了回頭的貝斯，願意踏入愛情的墳墓而求婚。
琪琪也出現了意想不到的發展，亞歷主動地聯繫琪琪，甚至追到了琪琪家裏，琪琪心知亞歷愛上她了，卻開玩笑說，先聖先賢說過，「男人不主動找你，就是沒那麼喜歡你，這事沒有例外」，亞歷直接抱著她接吻，並說：「你就是我的例外。」兩人甜蜜相戀。
影片時長不長，人物故事複雜，卻能在很短的時間講述了錯綜複雜的戀愛關係，尤其切合現代男女的愛情觀，非常值得玩味。

## 演員
| 演員            | 角色                         |
| --------------- | ---------------------------- |
| 珍妮佛·安妮斯頓 | 貝絲·墨菲／Beth Murphy       |
| 茱兒·芭莉摩     | 瑪麗·哈里斯／Mary Harris     |
| 吉妮佛·古德溫   | 琪琪·菲利浦斯／Gigi Phillips |
| 珍妮佛·康納莉   | 珍寧·甘德斯／Janine Gunders  |
| 史嘉蕾·喬韓森   | 安娜·馬克斯／Anna Marks      |
| 班·艾佛列克     | 尼爾·瓊斯／Neil Jones        |
| 積斯汀·朗       | 亞歷／Alex                   |
| 布萊德利·庫柏   | 班·甘德斯／Ben Gunders       |
| 凱文·康諾利     | 康納·貝瑞／Connor Barry      |

## 外部連結
- 電影官方網站
- 互联网电影数据库（IMDb）上《他其實沒那麼喜歡妳》的资料（英文）
- AllMovie上《他其實沒那麼喜歡妳》的资料（英文）
- 豆瓣电影上《他其實沒那麼喜歡妳》的資料 （简体中文）
- 爛番茄上《他其實沒那麼喜歡妳》的資料（英文）
- Box Office Mojo上《他其實沒那麼喜歡妳》的資料（英文）